# День участковых уполномоченных полиции

Памятник участковому уполномоченному милиции в городе Пензе.

«День участко́вых уполномо́ченных поли́ции» (до 1 марта 2011 года — «День участковых уполномоченных милиции») — профессиональный праздник должностных лиц полиции Российской Федерации, осуществляющих служебную деятельность, которая направлена на защиту прав граждан, проживающих на соответствующем административном участке, а также граждан, пострадавших от преступных посягательств на указанной территории.
Установлен в России 6 сентября 2002 года как «День участковых уполномоченных милиции». Отмечается ежегодно 17 ноября и является рабочим днём.

## История учреждения праздника
6 сентября 2002 года Министерство внутренних дел Российской Федерации издало приказ N 868 «Об объявлении дня участковых уполномоченных милиции» за подписью вр. и. о. министра внутренних дел, генерал-полковника милиции В. А. Васильева. В этом приказе говорится следующее:

«Народным комиссариатом внутренних дел РСФСР 17 ноября 1923 года была утверждена Инструкция участковому надзирателю. Этот нормативный правовой документ положил начало формированию института участковых в российской милиции.
В настоящее время в горрайорганах внутренних дел служат более 54 тыс. участковых уполномоченных милиции. Ими раскрывается каждое второе преступление по линии милиции общественной безопасности и около четверти преступлений по линии криминальной милиции. Под их контролем находится более 4 млн. лиц, состоящих на профилактических учётах органов внутренних дел. В целях сохранения преемственности в работе участковых уполномоченных милиции, пропаганды и распространения положительного опыта и сложившихся традиций их деятельности, а также учитывая их существенную роль в реализации задач, выполняемых органами внутренних дел, приказываю:
1. Считать 17 ноября 1923 года датой начала формирования в органах внутренних дел участковых уполномоченных милиции.
2. Объявить 17 ноября Днём участковых уполномоченных милиции.
3. ГУООП СОБ МВД России (Н. И.  Першуткину) разработать план соответствующих организационных и практических мероприятий по празднованию Дня участковых уполномоченных милиции.
4. В установленном порядке ежегодно отмечать в День участковых уполномоченных милиции особо отличившихся сотрудников и работников ГУООП, ГУВДТиС, ГУВДРО СОБ МВД России, МВД, ГУВД, УВД субъектов Российской Федерации, УВДТ, УВД (ОВД) ГУВДРО СОБ МВД России, горрайорганов внутренних дел, а также ветеранов, внесших большой личный вклад в укрепление правопорядка.

## Празднование  в России
Ежегодно 17 ноября, в «День участковых уполномоченных милиции», во всех регионах страны проводятся торжественные мероприятия, в которых принимают участие и приглашённые ветераны участковой службы. Руководство МВД России поздравляет участковых уполномоченных милиции (с 7 февраля 2011 года — участковых уполномоченных полиции) и поощряет особо отличившихся на этом поприще милиционеров (сотрудников полиции). В большинстве регионов среди участковых проводятся различные соревнования и конкурсы, победители которых, помимо дипломов и ценных подарков, удостаиваются также государственных и ведомственных наград.
17 ноября 2008 года министр внутренних дел по Республике Татарстан Асгат Ахметович Сафаров в своей речи, приуроченной ко дню участковых уполномоченных милиции, сказал следующее:

«Служба участковых уполномоченных милиции одна из наиболее важных в системе органов внутренних дел. Основу этой службы всегда составляли преданные своему делу люди. Находясь на переднем крае борьбы с преступностью, они занимаются профилактической работой, ежедневно и ежечасно решают проблемы населения, вносят значительный вклад в дело укрепления общественного порядка».

Накануне профессионального праздника, начиная с 2012 года. подводятся итоги ежегодного Всероссийского конкурса МВД России «Народный участковый», в котором лучшего участкового выбирают люди посредством голосования в Интернете.
17 ноября 2018 года в Культурном центре ГУ МВД России по городу Москве состоялось торжественное мероприятие, посвящённое празднованию 95-летия службы участковых уполномоченных полиции. В своей поздравительной речи заместитель начальника полиции ГУ МВД России по городу Москве полковник полиции Александр Половинка, в частности, отметил: 

«Участковый уполномоченный полиции — это служба, которая наиболее близка к народу. Современный участковый — это лицо полиции, связующее звено между населением вверенной территории и правоохранительной системой. Участковым по долгу службы приходится быть «универсальными солдатами», в их компетенции находится весь спектр проблем участка — семейные конфликты, административные правонарушения, жалобы и обращения граждан. Отношение граждан к полиции прежде всего складывается благодаря вашей службе».— Александр Половинка, заместитель начальника полиции ГУ МВД России по городу Москве, полковник полиции. 17 ноября 2018 года.